# Pilonycteris celebensis
Il rossetto di Sulawesi (Pilonycteris celebensis  Andersen, 1907) è un pipistrello appartenente alla famiglia degli Pteropodidi unica specie del genere Pilonycteris (Nesi, Tsang, Simmons, McGowen & Rossiter, 2021), endemico dell'isola di Sulawesi e di alcune isole vicine.

## Etimologia
Il termine generico deriva dalla combinazione della parola latina pilo-, pelo e νύχτερις, ovvero "pipistrello", con chiara allusione alla pelliccia lunga della specie.

## Descrizione

### Dimensioni
Pipistrello di medie dimensioni, con la lunghezza della testa e del corpo tra 109 e 124 mm, la lunghezza dell'avambraccio tra 65,5 e 79,41 mm, la lunghezza della coda tra 21 e 29,2 mm e un peso fino a 91 g.

### Caratteristiche craniche e dentarie
Il cranio presenta un rostro relativamente più lungo, Il palato che si restringe posteriormente, gli ultimi premolari superiori ed inferiori insolitamente stretti. Le dita degli arti anteriori sono più lunghe rispetto a quelle delle specie di Rousettus simpatriche.
Sono caratterizzati dalla seguente formula dentaria:

### Aspetto
La pelliccia è lunga, copiosa, vellutata e ricopre anche l'uropatagio, gli avambracci e la tibia. Il colore del dorso è marrone chiaro, con la groppa più rossiccia, mentre le parti ventrali sono grigiastre scure. La testa è marrone scuro. Sono presenti dei ciuffi di peli più chiari e brillanti intorno alle ghiandole su ogni lato del collo.  Il muso è densamente ricoperto di peli. Le orecchie sono strette e con la punta arrotondata, il lobo antitragale è piccolo e arrotondato. La coda è relativamente lunga mentre l'uropatagio è ridotto ad una sottile membrana lungo la parte interna degli arti inferiori.

## Biologia

### Comportamento
Si rifugia all'interno di grotte.

### Riproduzione
Sono state osservate femmine con i loro piccoli durante il mese di aprile.

## Distribuzione e habitat
Questa specie è diffusa sulle isole di Sulawesi, Peleng, Buton, Kabaena, Wowoni; Isole Sula: Mangole, Sanana; Isole Sangihe: Ruang, Sangihe, Siau, Tagulandang; Isole Talaud: Karakelong; Isole Togian: Malenge, Batu Daka, Walea Kodi, Walea Bahi, Talata Koh; Isole Tukangbesi: Pulau Hoga, Wangiwangi.
Vive nelle foreste fino a 1.400 metri di altitudine. È spesso catturata in giardini e radure.

## Conservazione
La IUCN Red List, considerato il vasto areale e la popolazione numerosa, classifica P. celebensis come specie a rischio minimo (Least Concern)).